# 萑歩
萑歩（じゃくふ）は、将棋の駒の一つ。本将棋にはなく、和将棋に存在する。
「じゃくふ」という読み方は慣例的なもの（形の似ている別字で代用した「雀歩」が由来）であり、漢字をそのまま読むと「かんふ」「すいふ」と読む。どちらがより妥当であるかは尚も不明である。和将棋自体文献にのみ登場するものであり、読み方まで記されていなかったのと同時に、競技者から競技者へと現在まで受け継がれることがなかったのが大きな要因である。
成ると金鳥。
| ■ | ■ |       | ■ | ■ |
|   |   | ○     |   |   |
|   |   | 萑 歩 |   |   |
|   |   |       |   |   |
|   |   |       |   |   |

|   |   |       |   |   |
| ■ | ○ | ○     | ○ | ■ |
|   | ○ | 金 鳥 | ○ |   |
|   |   | ○     |   |   |
|   |   |       |   |   |